# 吉野秀雄
吉野 秀雄（よしの ひでお、1902年〈明治35年〉7月3日 - 1967年〈昭和42年〉7月13日）は、近代日本の歌人・書家・文人墨客。号は艸心。多病に苦しみながら独自の詠風で境涯の歌を詠んだ。多数の美術鑑賞や随筆を残し、書家としても知られている。
『南京新唱』を読み、会津八一にひかれて師事。生涯を病とたたかいつつ、良寛を愛し、万葉調を基調にした、純粋な人間への愛憐を詠む。『寒蟬集』(1947年)、『晴陰集』(1950年)などの歌集がある。

## 来歴

### 生い立ち
群馬県高崎市に次男として生まれる。家は織物問屋の株式会社吉野藤であった。
1909年（明治42年）身体が病弱であったため富岡上町の祖父母のもとに移り住み、富岡小学校に入学。1915年（大正4年）の4月に高崎商業学校に入学。国文学に親しみ、正岡子規や長塚節について学ぶ。1920年（大正9年）に高崎商業学校を卒業後、慶應義塾大学部理財科予科に入学し、次いで経済学部に進む。慶大在学中に子規庵を訪ね、遺墨を見て感銘を受けた。しかし、1924年（大正13年）に肺結核を患い喀血して帰郷。失意のうちに大学中退を余儀なくされ、ここから吉野の生涯に渡る種々の疾病との闘いの歴史が始まる。
病床で国文学を独学し正岡子規らアララギ派の作風に強い影響を受ける。この頃より子規の『竹乃里歌』に感応して和歌を学び始め、1925年（大正14年）に會津八一の『南京新唱』に傾倒、同年8月に療養生活のため七里ケ浜の鈴木療養所（現・鈴木病院）に入り、鎌倉市長谷の「光則寺」の借家に居住。気管支性喘息を患う。1926年（大正15年）に栗林はつと結婚し、第一歌集『天井凝視』（私家版）を刊行。文体の骨格や語彙に万葉集の影響がうかがえる。1927年（昭和2年）に痔を手術したが、秋から冬にかけて呼吸困難となり酸素吸入を行う。

### 戦前
1928年（昭和3年）に、詩文雑誌『河』の同人となり歌文・詩文を発表する。同人の中に、難波田龍起、高田博厚らがいた。
1929年（昭和4年）に肺炎で一時危篤状態に陥り、夏には妻が男子を出産したがまもなく死去する。この年より旅に出て、茨城県の長塚節の生家や新潟県出雲崎における「良寛百年際式典」に列席し遺跡を巡遊。1931年（昭和6年）に鎌倉に転地する。山内義雄に会い、藤沢在住の松岡静雄に個人教授を受け、民俗学・上代文学・言語学について教えをうける。また、吉野藤の宣伝用月刊誌『吉野藤マンスリー』を編集。
1936年（昭和11年）に第二歌集『苔径集』を河発行所より刊行。この年から毎月「鎌倉短歌会」を開催し、米川稔と協力して『万葉集』を講演する。また、詩経や杜詩の講義を聴く。
1944年（昭和19年）8月29日、妻のはつが胃癌で4人の子を残して死ぬ（次男・吉野壮児は作家となる）。知人から八木重吉の未亡人であるとみ（登美子）を紹介され、とみは住み込みで家事を手伝うことになる。

### 戦後
1946年（昭和21年）から鎌倉アカデミアで教え、廃校まで勤めた。1947年（昭和22年）10月26日、とみと再婚。このときとみが持参した重吉の遺稿に接して初めてその存在を知り、作品の普及顕彰に努めた。
鎌倉アカデミアで学んだ山口瞳は、吉野と終生交流を持ち、没後の1969年に『小説・吉野秀雄先生』を発表した。
戦後はわずかな新聞の原稿料・選歌・講義で辛うじて生活を維持。久米正雄、小島政二郎と共に新潟県下に講演旅行に出る。その後、雑誌『創元』の創刊号に「短歌百余章」を発表する。次いで『鹿鳴集歌解』、『寒蝉集』、『早梅集』を刊行して歌壇に地位を確立。戦前から引き続いて鎌倉の文化会のために定期的に『万葉集』を講義し、中村琢二、上村占魚、松本たかしらの知遇を得て上信越から関西各地へ旅に出て旅記を著す。
他、新潟に砂丘短歌会が結成され、雑誌『砂丘』を創刊。選者を務める。

### 良寛研究と晩年
1952年（昭和27年）に朝日新聞社「日本古典全書」で『良寛歌集』を校註。1957年（昭和32年）に『良寛和尚の人と歌』を刊行。近藤万丈の手記を通して漢詩や万葉集の影響を受けた短歌、良寛の修行ぶりを解説している。没後に『良寛 歌と生涯』が刊行された。
1958年（昭和33年）に『吉野秀雄歌集』（『寒蝉集』、『晴陰集』（新編）を収録）を刊行。八木重吉詩稿『花と空と祈り』を選詩集として刊行。翌年、読売文学賞を受賞。1963年（昭和38年）より毎日新聞に「心のふるさと」を連載開始。1966年（昭和41年）随筆集『やわらかな心』を刊行。1967年（昭和42年）に第1回迢空賞を受賞。
晩年は病床につき、時に選歌、揮毫を行うが、外出も稀になる。寝こんだり吐血するようになり、糖尿病、リウマチにも罹患している。晩年に訪れた中野重治によると、生涯貧乏であったという。没後に芸術選奨を受賞した。
1967年（昭和42年）に心臓喘息のため鎌倉市の自宅で永眠。鎌倉瑞泉寺にて埋葬。法名は艸心堂是観秀雄居士。

## 没後
一周忌となる1968年から、命日に近い7月に鎌倉市の瑞泉寺で「艸心忌」が開かれている（第1回は1968年7月6日開催）。第1回の際には「死をいとひ生をもおそれ人間のゆれ定まらぬこころ知るのみ」の歌碑の除幕も行われた。
2002年（平成14年）に行われた生誕100周年記念展をきっかけに、出身地である高崎市では吉野秀雄顕彰短歌大会実行委員会が発足し、毎年大会を開催している。吉野秀雄賞のほか、高崎市長賞、高崎市議会議長賞等の表彰が実施される。

## 家族
最初の妻との間に吉野壮児を含めて4人の子どもがあり、とみとの再婚後に八木重吉の作品集を刊行する際には彼らも協力した。ただし、長男は吉野没後の1972年4月にガス自殺を遂げている。

## 歌風
昭和の歌壇とはほとんど関わりを持たずにあったが、正岡子規の衣鉢をつぐ歌人の姿を吉野に見て取れると評された。

## 歌碑
- 吉野秀雄の歌碑は、郷里のものを含めて全国で十基を超えている。

天神島
この島を北限とせる浜木綿の 身を寄せ合ふがごとき茂りよ 草質といへど逞し浜おもと 佐島の磯にいのち根づきし
新潟市
枝堀に　もやふ肥船　ほとほとに　朽ちしが上に　柳散るなり
瑞泉寺
死をいとひ生をもおそれ人間のゆれ定まらぬこころ知るのみ
手の平に豆腐をのせていそいそといつもの角を曲がりて帰る
秋篠寺
贅肉なき肉置きの婀娜にみ面もみ腰もただうつつなし
慶應義塾大学
図書館の前に沈丁咲くころは恋も試験も苦しかりにき
良寛堂
掛け網の錘触れ合ふ音すずし良寛堂の裏浜来れば
佐島天満宮
この島を北限とせる浜木綿の 身を寄せ合ふがごとき茂りよ 草質といへど逞し浜おもと 佐島の磯にいのち根づきし
富岡市
製絲場の 枳殻垣に 添小道の 小春日きして 繭乃にほいす
甘楽野を　まさに襲わむ　夕立は　妙義の峯に　しぶきそめたり　(一峯公園山上)
正楽寺
慈母の乳壱百八拾石とかや 愛しきことは世に残りけり

## 著書

### 全集
- 『吉野秀雄全集』全9巻、筑摩書房、1969-70

1. 短歌作品
2. 短歌作品.2
3. 作品論・作家論
4. 芸術論・古典研究
5. 随筆・随想
6. 日記
7. 日記.2・晴陰雑記
8. 肖像
9. 散文拾遺

全歌集
- 『定本吉野秀雄全歌集』 第1巻、彌生書房、1977年6月。 NCID BN0923323X。全国書誌番号:77029575。
- 『定本吉野秀雄全歌集』 第2巻、彌生書房、1977年7月。 NCID BN0923323X。全国書誌番号:77029576。
- 『定本吉野秀雄全歌集』 第3巻、彌生書房、1977年8月。 NCID BN0923323X。全国書誌番号:77029577。
- 宮崎甲子衛 編『吉野秀雄全歌集』砂丘短歌会〈砂丘叢書 第12集〉、1991年5月。 NCID BN06512587。全国書誌番号:91064342。
  - 宮崎甲子衛 編『吉野秀雄全歌集』（増補改訂版）短歌研究社、2002年4月。 NCID BA58691964。全国書誌番号:20338638。

著者生誕100年にあたっての増補改訂版、既刊の全首総てを収録。新発見作品41首も拾遺追録している。

### 作品集
- 『現代短歌大系』 4（木俣修・斎藤史・吉野秀雄）、三一書房、1973年2月。 NCID BN03897918。全国書誌番号:75013545。
- 『実朝集・西行集・良寛集』筑摩書房〈古典日本文学 20〉、1975年10月。 NCID BA4119830X。全国書誌番号:21423134。
  - 赤松大麓 編『吉野秀雄集』彌生書房、1982年1月。 NCID BN04152822。全国書誌番号:20338638。
- 篠弘 編『群馬文学全集』 第9巻、群馬県立土屋文明記念文学館〈吉野秀雄・江口きち・生方たつゑ〉、2000年2月。ISBN 9784761006679。 NCID BA46349162。全国書誌番号:20044848。

### 詩歌集
- 『苔径集』河発行所、1936年10月。 NCID BA31185560。全国書誌番号:46062339。
- 『寒蝉集』創元社、1947年10月。 NCID BN11126764。全国書誌番号:46026139。
  - 『互評自註歌集 寒蝉集』木俣修評、大日本雄弁会講談社〈互評自註歌集 第3輯〉、1949年6月。 NCID BA91285891。全国書誌番号:77102828。
  - 『寒蝉集』短歌新聞社〈短歌新聞社文庫 1040〉、1993年11月。ISBN 9784803907230。 NCID BN10395498。全国書誌番号:94029618。
- 『早梅集』四季書房、1947年11月。 NCID BN14249909。全国書誌番号:46026140。
- 『吉野秀雄歌集』彌生書房、1958年10月。 NCID BN15279166。全国書誌番号:58013506。
  - 『吉野秀雄歌集』斎藤正二解説、角川書店〈角川文庫〉、1960年6月。 NCID BA43146908。全国書誌番号:60008370。
  - 『吉野秀雄歌集』彌生書房、1967年4月。 NCID BN11316395。全国書誌番号:67007423。
- 『含紅集』彌生書房、1967年11月。 NCID BN11052249。全国書誌番号:67014165。
  - 『含紅集』（普及版）彌生書房、1968年3月。 NCID BA50648848。全国書誌番号:68010886。
- 『山国の海鳴』紅書房、1986年7月。 NCID BA32323014。全国書誌番号:86060853。

### 評論・随筆など
- 『鹿鳴集歌解』創元社〈百花文庫 28〉、1947年8月。 NCID BN0581864X。全国書誌番号:46025769。
  - 『鹿鳴集歌解』中央公論美術出版、1971年6月。 NCID BN1085011X。全国書誌番号:75026780。
  - 『鹿鳴集歌解』中央公論社〈中公文庫〉、1981年3月。 NCID BN08860879。全国書誌番号:81020716。
  - 『鹿鳴集歌解』日本図書センター〈近代作家研究叢書 102〉、1990年3月。ISBN 9784820590590。 NCID BN04651753。全国書誌番号:90028711。
- 『短歌とは何か 短歌の作り方と味ひ方』至文堂〈学生教養新書〉、1953年2月。 NCID BN06434596。全国書誌番号:53002221。
  - 『短歌とは何か 短歌の作り方と味ひ方』（再版）至文堂〈学生教養新書〉、1953年2月。全国書誌番号:53007436。
  - 『短歌とは何か』彌生書房〈彌生選書〉、1972年8月。 NCID BN0651498X。全国書誌番号:75021733。
  - 『短歌とは何か』彌生書房、1983年1月。 NCID BN04912915。全国書誌番号:83018063。
- 『良寛和尚の人と歌』彌生書房、1957年7月。 NCID BA55514940。全国書誌番号:57008920。
  - 『良寛和尚の人と歌』彌生書房〈彌生選書 18〉、1972年3月。 NCID BN06727696。全国書誌番号:75021149。
  - 『良寛和尚の人と歌』（新装版）彌生書房、1983年1月。全国書誌番号:83018067。
- 『やはらかな心』講談社、1966年10月。 NCID BN02693741。全国書誌番号:66009133。
  - 『やはらかな心』講談社〈講談社文庫〉、1978年10月。 NCID BA49456577。全国書誌番号:79001008。
  - 『やはらかな心』講談社〈講談社文芸文庫 現代日本のエッセイ〉、1996年1月。ISBN 9784061963559。 NCID BN13848657。全国書誌番号:96030004。
- 『心のふるさと』筑摩書房、1967年2月。 NCID BN1273845X。全国書誌番号:67000143。
  - 『心のふるさと』（新装版）筑摩書房、1981年11月。 NCID BN11658275。全国書誌番号:82010092。
- 『良寛 歌と生涯』筑摩書房〈筑摩叢書 216〉、1975年11月。 NCID BN03858494。全国書誌番号:75006622。
  - 『良寛』筑摩書房〈ちくま学芸文庫〉、1993年12月。 NCID BN10126871。全国書誌番号:94025302。
  - 『良寛』アートデイズ、2001年7月。ISBN 9784900708815。 NCID BA52773975。全国書誌番号:20259544。
- 『秋艸道人会津八一』 上巻、求龍堂、1980年10月。 NCID BN00261655。全国書誌番号:81025635。
- 『秋艸道人会津八一』 下巻、求龍堂、1980年11月。 NCID BN00261655。
  - 『秋艸道人會津八一』 上下巻、春秋社、1993年3月。ISBN 9784393441145。 NCID BN09560236。全国書誌番号:93031813。
- 『万葉の詩情』彌生書房、1982年10月。 NCID BN05269348。全国書誌番号:83002861。
  - 『万葉の詩情』（新装版）彌生書房、1994年2月。ISBN 9784841506846。 NCID BN10500570。全国書誌番号:94029607。
- 『あるがままに生きる』彌生書房、1990年2月。 NCID BN05218482。全国書誌番号:90024154。
  - 吉野秀雄、山口瞳『あるがままに生きる』河出書房新社、2024年5月。ISBN 9784309031842。 NCID BD07046366。全国書誌番号:23991362。
- 巻口省三 編『百日紅の花ゆらぐ』砂丘短歌会〈砂丘叢書 第13集〉、1993年3月。全国書誌番号:94018227。

### 編著
- 良寛『良寛歌集』朝日新聞社〈日本古典全書〉、1952年6月。 NCID BN05092872。全国書誌番号:52007544。
  - 良寛『良寛歌集』（第8版）朝日新聞社〈日本古典全書〉、1971年5月。 NCID BA63119216。全国書誌番号:75018630。
  - 良寛『良寛歌集』平凡社〈東洋文庫 556〉、1992年10月。 NCID BN08156701。全国書誌番号:93009558。
- 吉野登美子 編『吉野秀雄書』松井如流解説、木耳社、1971年6月。 NCID BA51038853。全国書誌番号:75042002。
- 伊狩章・岡村浩・近藤悠子 編『會津八一・吉野秀雄往復書簡』二玄社、1997年10月。ISBN 9784544030358。 NCID BA33200326。全国書誌番号:98065056。

### 釋文
- 良寛『良寛禪師自選歌集 ふるさと』十一組出版部、1946年5月。 NCID BA60794314。全国書誌番号:20651628。
  - 良寛『良寛禪師自選歌集 ふるさと』（3版）十一組出版部、1948年1月。全国書誌番号:20651635。

### 評
- 木俣修『互評自註歌集 高志』大日本雄弁会講談社〈互評自註歌集 第3輯〉、1949年6月。 NCID BA65389153。全国書誌番号:49004981。

## 演じた俳優

### 映画
- 中村勘三郎主演 『わが恋わが歌』（松竹大船、中村登監督、1969年）

原作は著書「やわらかな心」、山口瞳「小説・吉野秀男先生」、吉野壮児「歌びとの家」。

## 関連文献
- 吉野壮児 『歌びとの家』 新潮社、1968年
- 吉野登美子 『わが胸の底ひに 吉野秀雄の妻として』 彌生書房、1978年
- 山口瞳『小説・吉野秀雄先生』 文藝春秋、1969年、のち文庫
- 松原信孝 『吉野秀雄私稿』 短歌新聞社、2004年
- 伊丹末雄 『会津八一と吉野秀雄』 青簡舎、2011年